# Earl Kim
Earl Kim (født 6. januar 1920, død 19. november 1998) var en koreansk-amerikansk komponist. Kim blev født i Dinuba i Californien af koreanske forældre. Han begyndte klaverstudier ti år gammel, og snart udviklede han en interesse for komposition. Han studerede i Los Angeles og Berkeley hos blandt andre Arnold Schönberg, Ernest Bloch og Roger Sessions. Efter at have tjent under Anden Verdenskrig som efterretningsofficer accepterede han en underviserstilling på Princeton i 1952. I 1967 forlod han Princeton for Harvard University, hvor han underviste indtil sin pensionering i 1990. Han døde i sit hjem i Cambridge i Massachusetts i en alder af 78 år.